# Accademia di belle arti di Brera
L'Accademia di Belle Arti di Brera, nota anche come Accademia di Brera, è un ateneo pubblico con sede in via Brera 28 a Milano.

## Storia
L'Accademia venne fondata nel 1776 da Maria Teresa d'Austria con lo scopo di «sottrarre l'insegnamento delle belle arti ad artigiani e artisti privati, per sottoporlo alla pubblica sorveglianza e al pubblico giudizio». Il progetto dell'imperatrice prevedeva la creazione di un centro culturale gravitante attorno al secentesco Palazzo di Brera (divenuto di proprietà pubblica nel 1773) comprendente, oltre all'Accademia, l'Istituto Lombardo di Scienze e Lettere, la Biblioteca Nazionale Braidense, l'Osservatorio astronomico e l'Orto botanico. I lavori vennero affidati all'architetto Giuseppe Piermarini, che ottenne, nello stesso anno, la prima cattedra di Architettura dell'Accademia.

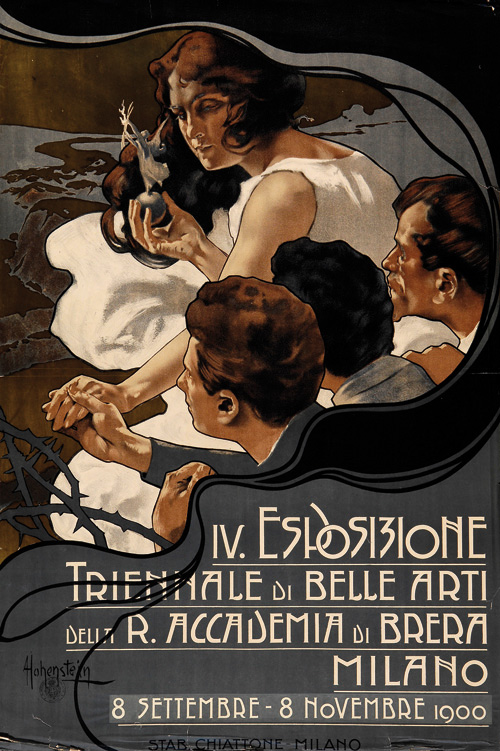
Manifesto pubblicitario per la IV Esposizione triennale (1900)

Nel 1803 l'Accademia venne riformata nel quadro di un riassetto generale dell'insegnamento artistico; venne costituito il consiglio accademico, composto da trenta membri, che ampliò e definì le materie di insegnamento: Architettura, Pittura, Scultura, Ornato, Incisione, Prospettiva, Anatomia Artistica ed Elementi di Figura. Due anni dopo presero avvio le esposizioni annuali; in esse erano esposti lavori sia di studenti dell'Accademia, sia di altri artisti, italiani ed europei.
Nel 1809, per adattare il complesso architettonico del Palazzo di Brera alla nuova funzione, venne demolita la facciata trecentesca della Chiesa di Santa Maria in Brera, opera di Giovanni di Balduccio di Pisa.
Nel 1859, in occasione della visita a Milano di Napoleone III, viene collocata al centro del cortile del palazzo di Brera la statua in bronzo di Napoleone I in veste di Marte pacificatore, commissionata da Eugenio di Beauharnais nel 1807, fusa precedentemente a Roma da un modello di Antonio Canova.
Nel 1863 venne distaccato il Museo archeologico, mentre nel 1882 la Pinacoteca di Brera venne resa autonoma dall'Accademia, pur rimanendo collocata negli stessi spazi.
Nel 1891 si distaccò dall'Accademia la Scuola di Architettura; nel 1923, con la riforma Gentile, venne istituito il liceo artistico. In quegli anni la scuola di scultura fu tenuta da Adolfo Wildt (cui succedettero Francesco Messina e Marino Marini) che ebbe tra i suoi allievi Lucio Fontana e Fausto Melotti, mentre per Funi venne istituita la cattedra di Affresco. Nel 1931 la Scuola di architettura viene trasferita al Politecnico di Milano.
Nel 1911 il re del Belgio Alberto I ricevette in eredità, come segno di riconoscenza politica, l'Isola Comacina. Dopo un anno la donò allo stato italiano, il quale la diede in concessione all'Accademia di Brera allo scopo di farne un luogo di villeggiatura per artisti. Nel 1939 vennero realizzate allo scopo tre villette su progetto di Pietro Lingeri.
Dopo la chiusura in tempo bellico, l'Accademia riaprì sotto la direzione di Aldo Carpi, nominato per acclamazione, con Guido Ballo in qualità di professore di storia dell'arte, accanto ai maestri di scultura Alik Cavaliere e Andrea Cascella, di pittura Mauro Reggiani, Domenico Cantatore, Pompeo Borra e Domenico Purificato.

## Il cortile dell'Accademia e le opere
Il cortile d'onore dell'Accademia si sviluppa su pianta rettangolare traversa con il lato maggiore di 40 metri e quello inferiore di circa 30 metri; intorno ad esso si svolge il porticato a due ordini, toscano l'inferiore e jonico il superiore, composto da arcate rette da binati di colonne architravate. Ultima opera del Ricchini, il cortile di Brera rappresenta il perfetto archetipo del cortile lombardo a doppio loggiato, già visto un secolo prima nel Collegio Borromeo di Pavia ad opera del Pellegrini.
Nel mezzo del cortile domina l'opera in bronzo del Canova nota come Napoleone Bonaparte come Marte pacificatore, fusa a Roma nel 1810 sul modello del marmo inviato a Parigi e oggi esposto a Londra. La statua era stata destinata al Palazzo del Senato di Milano e, giunta all'Accademia nel 1813, rimase in un magazzino fino al 1836, quando fu esposta in una sala dell'Accademia per poi trovare la attuale sistemazione nel 1859; nel 1864 fu inaugurato il nuovo piedistallo, opera di Luigi Bisi.
Nei sottarchi e alle pareti del cortile sono presenti un gran numero di statue e monumenti a partire dall'ingresso al cortile dove, sui due lati, si trovano un monumento a Luigi Canonica (Raffaele Monti, 1846-1847), e uno ad Antonio Tantardini. Nei sottarchi del cortile trovano invece spazio sei grandi statue in marmo di autori diversi rappresentanti altrettanti grandi personalità della scienza e dell'arte; a partire da destra Gabrio Piola (Vincenzo Vela, 1857); Pietro Verri (Innocenzo Fraccaroli, 1844); Luigi Cagnola (Benedetto Cacciatori, 1849); Carlo Ottavio Castiglione (Antonio Galli, 1855); Bonaventura Cavalieri (Giovanni Antonio Labus, 1844); Tommaso Grossi (V. Vela, 1858).

## Patrimonio dell'Accademia

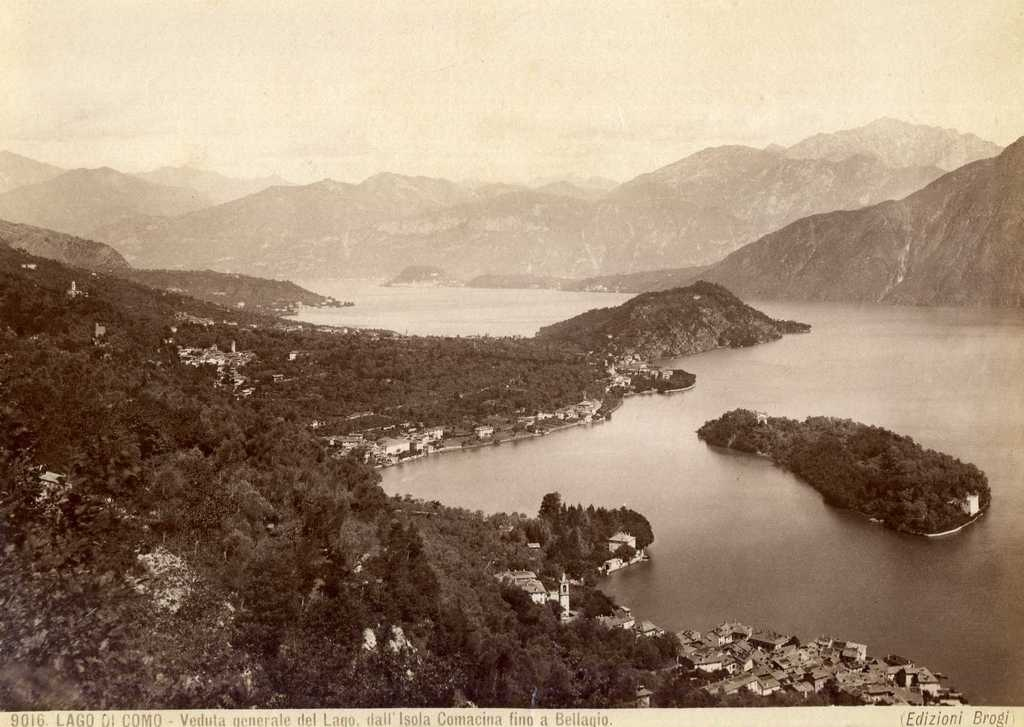
Veduta dell'Isola Comacina ai primi decenni del Novecento

L'Accademia vanta un patrimonio immobiliare, artistico e documentario costituito da: 
- Isola Comacina, sul Lago di Como:
- Collezione di calchi e sculture in gesso
- Archivio storico
- Fondo storico
- Gabinetto dei disegni e delle stampe
- Quadreria
- Fototeca
- Biblioteca d'arte contemporanea

## Curiosità
La Biblioteca d'Arte Contemporanea dell'Accademia, è una delle 24 biblioteche al mondo che posseggono il Trattato di demonologia, Summa verborum, numeri, temporis et spatii  di Filippo Biagioli.